# Castell de la Torre de Claramunt
El Castell de la Torre de Claramunt inicialment edificat al segle xi és, actualment, un gran casal ampliat en diverses fases, la més important per Joan de Claramunt al segle xvi (1565) que sempre procedeix de la primitiva torre de guaita erigida a la fi del segle xi en un dels extrems del terme del castell de Claramunt, torre fortificada i avançada que es va fer construir per la familia de la Casa de Claramunt per a la vigilància i el control de la vall de la riera de Carme i del camí vers el Penedès. És una obra declarada bé cultural d'interès nacional. Actualment es troba en bon estat de conservació, i és emprat com a restaurant o afí.

## Descripció
L'actual edifici és un magnífic casal de pedra, fortificat, del segle xvii de planta i tres pisos amb finestres rectangulars amb llindes de pedra i portal adovellat. El 1561, data que figura a la clau del portal adovellat del pati, Joan de Claramunt convertí el castell en un casal fortificat, que correspon a l'edifici actual, de planta baixa i tres pisos. Les finestres, amb llindes de pedra, són rectangulars i el portal d'entrada adovellat, damunt del qual hi figura l'escut nobiliari dels Claramunt (pujol floronat), que també figura en un angle exterior del castell. Altres escuts repartits pel pati del castell i la sala major presenten els senyals heràldics dels senyors posteriors: Espuny, Agulló, Pinós i Sentmenat. El conjunt és rematat per acabats en forma de dents a manera de merlets.

## Història
El llinatge dels Claramunt, que varen arribar el 814 a aquesta zona provinents de França per ajudar el comte Ramon Berenguer de Barcelona en la seva lluita contra els agarens. Concretament el seu cap Bernat Amat de Claramunt. Varen construir el seu castell principal al que és avui La Pobla de Claramunt (a la que varen donar el seu nom), el castell de Claramunt i també varen construir en una part del terme que controlaven una torre de guaita amb terme territorial el qual fou l'inici del municipi actual, la Torre de Claramunt.
Consta que l'any 1147, dos germans del llinatge Claramunt, Berenguer i Pere Bernat, donaren al monestir de Sant Cugat del Vallès un alou d'un mont situat dins el terme del castell de Claramunt a fi que hi construïssin una fortalesa contra els sarraïns. Inicialment (1157) era emprada com una torre fortificada, al terme de Claramunt. Al final del segle xi s'erigí en un dels extrems del terme del castell de Claramunt una torre de vigilància que, en deixar de tenir ús militar, esdevingué residència dels senyors del lloc.

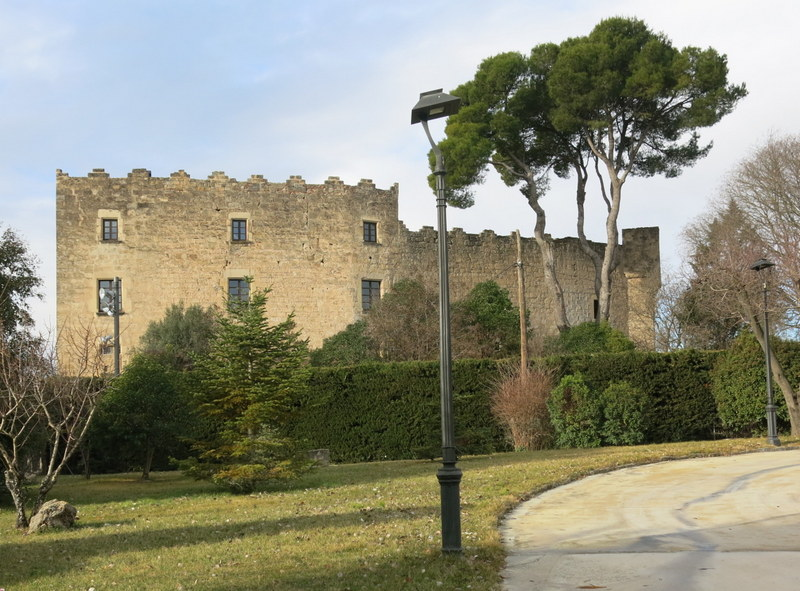
Castell de la Torre de Claramunt (desembre 2017)

Berenguer de Claramunt vengué el 1306 als Cardona l'alt domini del castell de Claramunt i el 1318 el de la torre de Claramunt, si bé la família hi continuà vivint reconeixent els drets dels vescomtes de Cardona que, d'aquesta manera, afermaren l'hegemonia sobre la Conca d'Òdena.
Asbert de Claramunt, casat amb Beatriu de Pallars, fou nomenat pels Cardona el 1348 governador de les terres de l'Anoia. El seu descendent Joan de Claramunt i de Rajadell lliurà el 1463, en nom dels Cardona, les claus del castell de la Torre de Claramunt a Joan de Serrallonga, representant d'Igualada, per ordre de la diputació general.
L'any 1530 els Claramunt compraren als ducs de Cardona la jurisdicció i la senyoria del terme de la Torre de Claramunt. Francesc de Claramunt i Caçador obtingué el 1620, com els seus avantpassats, el càrrec de governador de la Conca d'Òdena, atorgat pels Cardona. Un descendent seu, Josep de Ribera i de Claramunt, austriacista, rebé del rei arxiduc Carles III el títol de comte de Claramunt (1708) i fou desterrat a Burgos per Felip V fins al 1725.
El castell fou incendiat el 1722.
Ja en temps moderns, Josep Maria de Febrer i Calvo Encalada, Marques de Villa Palma de Encalada, descendent de la casa de Claramunt y baró de la Torre de Claramunt, junt amb la seva dona Matilde Sanllehy i Alrich (germana de Domingo Sanllehy Alrich, alcalde de Barcelona) varen fer grans tasques de reconstrucció del castell, igual que el seu fill José Maria de Febrer y Sanllehy, també marquès de Villa Palma de Encalada les va continuar.
José Antonio de Febrer y Monforte, fill del marques va ser alcalde de la Torre de Claramunt y va residir al castell de la Torre de Claramunt amb la seva dona Margarita de los Rios Magriña i els seus sis fills, que són copropietaris del Castell actualment, els germans de Febrer de los Rios, fins a la seva mort el 1976.
El cap del llinatge Clararamunt és actualment José María de Febrer y de los Rios, primogènit de la nissaga i cap de la família. Va sol·licitar la rehabilitació del títol de comte de Claramunt l'any 1985, en un expedient de millor successió del títol que, avui dia, encara no s'ha tancat, malgrat l'existència d'un informe del “Ministerio de Justicia” i dos informes del “Consejo de Estado” demanant la rehabilitació del títol del seu avantpassat al seu favor.